# Lampropholis robertsi
Lampropholis robertsi är en ödleart som beskrevs av  Ingram 1991. Lampropholis robertsi ingår i släktet Lampropholis och familjen skinkar. Inga underarter finns listade i Catalogue of Life.